# Liste rätoromanischer Schriftsteller
Dies ist eine alphabetische Liste rätoromanischer Schriftsteller. Da die rätoromanische Sprachkultur von mehreren Idiomen geprägt ist, sind bei jedem Schriftsteller der Herkunftsort und das bevorzugte Idiom vermerkt. Siehe auch: Rätoromanische Literatur.

## A
- Dumenic Andry (* 1960), aus Ramosch (Vallader)
- Aluis Arpagaus (1920–1969), aus Cumbel (Sursilvan)

## B
- Flurina Badel (* 1983), aus Guarda (Vallader)
- Gian Pitschen Balastèr (1833–1894), aus Zuoz (Puter)
- Gudench Barblan (1860–1916), aus Vnà (Vallader)
- Chasper Bardola (1831–1921), aus Vnà (Vallader)
- Cristoffel Bardola (1867–1935), aus Vnà (Vallader)
- Linard Bardill (* 1956), aus Cazis mit Wurzeln im Unterengadin (Vallader)
- Maria Beer-Maissen (1921–2012), aus Rabius (Sursilvan)
- Toni Berther (1927–2015), aus Sedrun (Sursilvan)
- Annamengia Bertogg–Caviezel (* 1928), aus Pitasch (Sursilvan)
- Andrea Bezzola (1840–1897), aus Zernez (Vallader)
- Clo Duri Bezzola (1945–2004), aus Scuol (Vallader, Rumantsch Grischun)
- Eduard Bezzola (1875–1948), aus Zernez (Vallader)
- Cla Biert (1920–1981), aus Sent (Vallader)
- Jachiam Tütschett Bifrun (1506–1572), aus Samedan (Puter)
- Attilio Bivetti (* 1945), aus Vicosoprano (Puter)
- Anna Borer (Erste Hälfte 20. Jahrhundert), aus Scuol (Vallader)
- Julia Braun–Brunies (* 1864, Todesjahr unbekannt), aus Cinuos-chel (Puter)
- Gion Antoni Bühler (1825–1897), aus Domat/Ems (Sursilvan, Romontsch fusionau)
- Gian Bundi (1872–1936), aus Berlin mit Wurzeln in Bever (Puter)
- Tona Sonder da Burvain (um 1850–1925), aus Salouf (Surmiran)

## C
- Gian Fadri Caderas (1830–1891), aus Modena mit Wurzeln in Samedan (Puter)
- Gion Cadieli (1876–1952), aus Sagogn (Sursilvan)
- Gianna Olinda Cadonau (* 1983) aus Scuol mit Wurzeln in Panaji (Vallader)
- Peder Cadotsch (1922–2002), aus Bonaduz, aufgewachsen in Savognin (Surmiran)
- Claudia Cadruvi (* 1965), aus Zweisimmen (Sursilvan, Rumantsch Grischun)
- Donat Cadruvi (1923–1998), aus Schluein (Sursilvan)
- Viola Cadruvi (* 1992), aus der Surselva, aufgewachsen in Uznach (Rumantsch Grischun)
- Carin Caduff (* 1988), aus Lumnezia (Sursilvan)
- Leonard Caduff (1925–2015), aus Tavanasa (Sursilvan)
- Arhur Caflisch (1883–1972), aus Zuoz (Puter, Vallader)
- Florentina Camartin (* 1943), aus Breil/Brigels (Sursilvan)
- Iso Camartin (* 1944), aus Disentis/Mustér (Sursilvan)
- Flurin Camathias (1871–1946), aus Laax (Sursilvan)
- Arno Camenisch (* 1978), aus Danis-Tavanasa (Sursilvan)
- Nina Camenisch (1826–1912), aus Sarn (Sutsilvan)
- Silvio Camenisch (* 1953), aus Rueun (Sursilvan)
- Theo Candinas (1929–2020), aus Surrein bei Sumvitg (Sursilvan)
- Linard Candreia (* 1957), aus Tiefencastel (Surmiran)
- Anna Capadrutt (1925–1985), aus Präz (Sutsilvan)
- Dumeni Capeder (1934–2017), aus Trun (Sursilvan)
- Johannes Caprez (1701–1777), aus Trin (Sursilvan)
- Reto Caratsch (1901–1978), aus Turin mit Wurzeln in S-chanf (Puter)
- Simeon Caratsch (1826–1892), aus S-chanf (Puter)
- Fabiola Carigiet (* 1963), aus Domat/Ems
- Maurus Carnot (1865–1935), aus Samnaun, wirkte in der Surselva (Sursilvan)
- Gion Theodor de Castelberg (1748–1818), aus Disentis/Mustér (Sursilvan)
- Paula Casutt-Vincenz (* 1968), aus Breil-Brigels (Sursilvan)
- Walter Cavegn (* 1957), aus Breil/Brigels (Sursilvan)
- Flurin Caviezel (1934–2008), aus Luven (Sursilvan)
- Jovita Cavigelli (* 1962), aus Siat (Sursilvan)
- Durich Chiampell (1510–1582), aus Susch (Vallader)
- Selina Chönz (1910–2000), aus Samedan (Puter)
- Gian Gianett Cloetta (1874–1965), aus Bergün/Bravuogn (Bargunsegner, Puter, Vallader)
- Alfons Clalüna (* 1938), aus Samedan (Puter)
- Ursina Clavuot‐Geer (1898–1983), aus Zuoz (Puter)
- Mattli Conrad (1745–1832), aus Andeer (Sutsilvan)
- Imelda Coray–Monn (1933–2009), aus Disentis/Mustér (Sursilvan)

## D
- Flurin Darms (1918–2009), aus Flond (Sursilvan)
- Gion Martin Darms (1823–1907), aus Ilanz (Sursilvan)
- Nina Dazzi (* 1961), aus Zuoz (Puter)
- Caspar Decurtins (1855–1916), aus Trun (Sursilvan)
- Maria Luisa Decurtins-Cavigelli (1892–1963), Herkunft unbekannt (Sursilvan)
- Jon Demarmels (1889–1973), aus Susch (Vallader)
- Alma Denoth-Melcher (1911–1995), aus Vná (Vallader)
- Gion Deplazes (1918–2015), aus Surrein bei Sumvitg (Sursilvan)
- Lothar Deplazes (1939–2015), aus Sagogn, (Sursilvan)
- Ursicin G. G. Derungs (1935–2024), aus Vella (Sursilvan)
- Mengia Barla Derungs-Pelican (* 1928), aus Vrin (Sursilvan)
- Tani Dolf (1913–1999), aus Wergenstein (Sutsilvan)
- Tumasch Dolf (1889–1963), aus Mathon (Sutsilvan)
- Dominique Dosch (* 1995), aus Tinizong (Surmiran)
- Giusep Durschei (1911–1983), aus Disentis/Mustér (Sursilvan)
- Victor Durschei (1917–2011), aus Segnas (Sursilvan)

## F
- Luisa Famos (1930–1974), aus Ramosch (Vallader)
- Susanna Fanzun (* 1963), aus Scuol (Vallader)
- Chatrina Filli (1914–1983), aus Santa Maria Val Müstair (Jauer)
- Conradin Flugi (1787–1874), aus St. Moritz (Puter)
- Gian Fontana (1897–1935), aus Fidaz (Sursilvan)
- Martin Fontana (* 1934), aus Flims (Sursilvan)
- Carli Fry (1897–1956), aus Disentis/Mustér (Sursilvan)

## G
- Lucius Gabriel (1597–1663), aus Ilanz (Sursilvan)
- Men-Fort Gabriel (1608–1672), aus Ilanz (Sursilvan)
- Stefan Gabriel (1570–1638), aus Ftan (Vallader)
- Guglielm Gadola (1902–1961), aus Disentis/Mustér (Sursilvan)
- Philipp Gallicius (1504–1566), aus Müstair (Jauer, Vallader)
- Margarita Gangale-Uffer (1921–2010), aus St. Gallen mit Wurzeln in Savognin (Surmiran, Puter, Sutsilvan)
- Romana Ganzoni (* 1967), aus Scuol (Vallader)
- Chatrina Gaudenz (* 1972), (Herkunft und Idiom nicht bekannt)
- Duri Gaudenz (* 1929), aus Zernez (Vallader)
- Men Gaudenz (1899–1982), aus Celerina (Puter)
- Otto Gaudenz (1869–1927), aus Scuol (Vallader)
- Florian Grand (1847–um 1930), aus Ramosch (Vallader)
- Conradin Giger (1928–1992), aus Surrein bei Sumvitg (Sursilvan)
- Felix Giger (* 1946) aus Surrein bei Sumvitg (Sursilvan)
- Clementina Gilly (1858–1942), aus Zuoz (Puter)
- Chasper Ans Grass (1900–1963), aus Strada (Vallader)
- Anna Pitschna Grob-Ganzoni (1922–2009), aus Celerina (Puter)
- Jacques Guidon (1931–2021), aus Zernez (Vallader)
- Jon Guidon (1892–1966), aus Zernez (Vallader)
- Otto Guidon (1831–1921), aus Zernez (Vallader)

## H
- Toni Halter (1914–1986), aus Valata in Obersaxen (Sursilvan)
- Asa S. Hendry (* 1999), aus Vella (Sursilvan)
- Vic Hendry (1920–2014), aus Tujetsch (Sursilvan)
- Gion Antoni Huonder (1824–1867), aus Segnas (Sursilvan)

## K
- Dolf Kaiser (1928–2017), aus Samedan (Puter)
- Göri Klainguti (* 1945), aus Pontresina (Puter)
- Irma Klainguti (1917–2000), aus Zuoz (Puter)

## L
- Peider Lansel (1863–1943), aus Sent (Vallader)
- Leontina Lergier-Caviezel (* 1956), aus Vrin (Sursilvan)
- Lina Liun (1875–1943), aus Celerina/Schlarigna (Puter)
- Eduard Lombriser (1917–2008), aus Zignau (Sursilvan)
- Ludivica Lombriser (1902–1985), aus Zignau (Sursilvan)
- Alexander Lozza (1880–1953), aus Marmorera (Surmiran)
- Erica Lozza (1935–2022), aus dem Surmeir (Surmiran)
- Jachen Luzzi (1880–1949), aus Ramosch (Vallader)
- Robert Luzzi (1927–1997), aus Lü (Jauer)

## M
- Michel Maissen (1901–1978), aus Sumvitg (Sursilvan)
- Rosmarie Maissen (* 1946), aus Sumvitg (Sursilvan)
- Curo Mani (1918–1997), aus Pignia (Sutsilvan)
- Johannes Martinus (1644–1733), aus Ramosch (Vallader)
- Giovannes Mathis (1824–1912), aus Celerina (Puter)
- Plinio Meyer (* 1962), aus Müstair (Jauer)
- Jacob Michael (1916–2003), aus Casti-Vargistagn (Sutsilvan)
- Giacun Hasper Muoth (1844–1906), aus Breil/Brigels (Sursilvan)
- Tista Murk (1915–1992), aus Müstair (Jauer)

## N
- Giachen Michel Nay (1860–1920), aus Trun (Sursilvan)
- Sep Mudest Nay (1892–1945), aus Danis-Tavanasa (Sursilvan)
- Giovanni Netzer (* 1967), aus Savognin (Surmiran)
- Curdin Nicolay (* 1981), aus Bever (Vallader)
- Pol Clo Nicolay (* 1942), aus Bergün/Bravuogn (Bargunsegner)
- Tina Nolfi (* 1946), aus Lavin (Vallader)
- Jon Nuotclà (1934–2017), aus Ftan (Vallader)
- Paulin Nuotclà (* 1951), aus Scuol (Vallader)

## O
- Angelika Overath (* 1957), aus Karlsruhe, wohnhaft in Sent (Vallader)

## P
- Mario Pacchioli (* 1981), aus Ilanz (Sursilvan)
- Zaccaria Pallioppi (1820–1873), aus Celerina/Schlarigna (Puter)
- Clemens Pally (1919–2010), aus Curaglia (Sursilvan)
- Andri Peer (1921–1985), aus Sent (Vallader)
- Oscar Peer (1928–2013), aus Lavin (Vallader)
- Gion Martin Pelican (1930–2012), aus Vrin (Sursilvan)
- Florin Pitsch (um 1850–1935), aus Müstair (Jauer)
- Armon Planta (1917–1986), aus Susch (Vallader)
- Tina Planta-Vital (* 1956), aus Chur, wohnhaft im Unterengadin (Vallader)
- Otto Planta-Wildenberg (1868–1897), aus Guarda (Vallader)
- Rut Plouda-Stecher (* 1948), aus Tarasp (Vallader)
- Chasper Po (1856–um 1930), aus Sent (Vallader)
- Chasper Pult (1869–1939), aus Sent (Vallader)
- Jon Pult (1911–1991), aus St. Gallen mit Wurzeln in Sent (Vallader)
- Balser Puorger (1864–1943), aus Seraplana (Vallader)

## R
- Anna Ratti (* 1947), aus Malögia (Puter)
- Men Rauch (1888–1958), aus Scuol (Vallader)
- Eva Riedi (* 1975), aus Morissen (Sursilvan)
- Conradin Riola (1667–1743), aus Sent (Vallader)
- Walter Rosselli (* 1956), aus Preonzo (Idiom nicht bekannt)
- Tresa Rüthers-Seeli (* 1931), aus Falera (Sursilvan)

## S
- Peider Not Saluz (1758–1808), aus Lavin (Vallader)
- Chatrina C. Sartea (Erste Hälfte 19. Jahrhundert), aus dem Unterengadin (Vallader)
- Martin Peider Schmid (1743–1821), aus Ftan (Vallader)
- Jon Semadeni (1910–1981), aus Vnà (Vallader)
- Leta Semadeni (* 1944), aus Scuol (Vallader)
- Gion Battesta Sialm (1897–1977), aus Disentis/Mustér (Sursilvan)
- Gisep Angel Sigron (um 1930–2005), aus Tiefencastel (Surmiran)
- Gion Duno Simeon (1906–2000), aus Lantsch/Lenz (Surmiran)
- Gian Singer (1829–1903), aus Zuoz (Puter)
- Pia Solèr (* 1971), aus Vrin (Sursilvan)
- Gion Not Spegnas (1888–1971), aus Tinizong (Surmiran)
- Arnold Spescha (* 1941), aus Pigniu (Sursilvan)
- Flurin Spescha (1958–2000), aus Domat/Ems (Sursilvan, Rumantsch Grischun)
- Gion Battesta Spescha (* 1944), aus Andiast (Sursilvan)
- Placidus a Spescha (1752–1833), aus Ilanz (Sursilvan)
- Hendri Spescha (1928–1982), aus Trun (Sursilvan)
- Otto Spinas (um 1870–1945), aus Tinizong (Surmiran)
- Aita Stricker (1906–1995), aus Scuol (Vallader)
- Victor Stupan (1907–2002), aus Sent (Vallader)
- Madlaina Stuppan-Pitsch (* 1930), aus Zuoz (Puter, Vallader, Jauer)

## T
- Warren Thew (1927–1984), aus Perinton, lebte zeitweise in Sent (Vallader)
- Gion Peder Thöni (1921–2014), aus Stierva (Surmiran)
- Gion Travers (1483–1563), aus Zuoz (Puter)
- Giari la Tscheppa (um 1860–1935), aus Innerferrera (Sutsilvan)
- Mariano Tschuor (* 1958), aus Laax (Sursilvan), ehemaliger Journalist
- Alfons Tuor (1871–1904), aus Rabius (Sursilvan)
- Leo Tuor (* 1959), aus Sumvitg (Sursilvan)
- Peter Tuor (1876–1957), aus Laax (Sursilvan)

## U
- Leza Uffer (1912–1982), aus Tinizong (Surmiran)

## V
- Bibi Vaplan (bürgerlich: Bianca Mayer) (* 1979), aus Sent (Vallader)
- Benedetto Vigne (* 1951), aus Salouf (Surmiran, Rumantsch Grischun)
- Alfons Vinzens (1915–1991), aus Zignau (Sursilvan)
- Angiolina Vonmoos (1862–1955), aus Sur En (Sent) (Vallader)
- Schimun Vonmoos (1868–1940), aus Ramosch (Vallader)
- Jachen Tönet Vulpius (17. Jahrhundert), aus Scuol (Vallader)

## W
- Mengia Wieland-Bisaz (1713–1781), aus Scuol (Vallader)
- Lurainz Wietzel (1627–1670), aus Zuoz (Puter)

## Z
- Jessica Zuan (* 1984), aus Sils-Maria (Puter)
- Annalisa Zumthor (* 1947) in Susch (Vallader)